# Fading Frontier
Fading Frontier — седьмой студийный альбом американской рок-группы Deerhunter, выпущенный 16 октября 2015 года на лейбле 4AD Records. Продюсером альбома выступил Бен Х. Аллен, который ранее работал с группой над Halcyon Digest (2010), а также с самой группой. Альбому предшествовали синглы «Snakeskin», «Breaker» и «Living My Life».

## История
В декабре 2014 года Брэдфорд Кокс попал в автомобильную аварию, в результате которой он «получил серьёзные травмы, но в то же время получил толчок, позволяющий взглянуть на вещи с другой стороны». Перед выпуском альбома Fading Frontier Кокс заявил, что авария «стёрла все иллюзии», и признался, что она стала для него определённым поворотным моментом. Fading Frontier — первый релиз Deerhunter и Кокса после аварии. Этот альбом ознаменовал уход Фрэнки Бройлза, который покинул группу в 2015 году, чтобы сосредоточиться на сольной карьере. Песня «Ad Astra» содержит семпл из песни Баскома Ламара Лансфорда «I Wish I Was a Mole in the Ground».
О альбоме Fading Frontier было объявлено с помощью таймера обратного отсчёта на веб-сайте Deerhunter, который завершился 16 августа 2015 года.

## Отзывы
| Совокупная оценка | Совокупная оценка |
| Источник          | Оценка            |
| ----------------- | ----------------- |
| AnyDecentMusic?   | 7.7/10            |
| Metacritic        | 81/100            |
| Оценки критиков   |                   |
| Источник          | Оценка            |
| AllMusic          | [ 9 ]             |
| The A.V. Club     | A−                |
| The Guardian      | [ 10 ]            |
| The Irish Times   | [ 11 ]            |
| Mojo              | [ 12 ]            |
| NME               | 5/5               |
| Pitchfork         | 8.4/10            |
| Q                 | [ 15 ]            |
| Rolling Stone     | [ 16 ]            |
| Spin              | 9/10              |

Альбом получил положительные отзывы от музыкальных критиков. На сайте Metacritic, который присваивает нормализованную оценку из 100 баллов отзывам критиков, альбом получил средний балл 81, основанный на 27 отзывах, что свидетельствует о «всеобщем признании».
Критик Consequence of Sound Шелдон Пирс написал, что альбом является «ещё одной жемчужиной от хорошо изученной группы, которая все ещё находит новые территории для исследования». Критик NME Барри Николсон высоко оценил альбом и поставил ему отличную оценку, описав его как «замечательный альбом, который становится все более потрясающим с каждым прослушиванием». Иэн Коэн из Pitchfork наградил альбом пометкой «Лучшая новая музыка» и написал: «Если нет звука Deerhunter, то есть перспектива Deerhunter, которая проходит через их работу, лучше всего выраженная в песне „All the Same“ — „Возьмите свои недостатки/ Заканируйте их и верните обратно/ Пока они не станут вашими достоинствами“. Странная эра продолжается». В The Guardian Алекс Петридис отметил более мейнстримовое звучание альбома: «Здесь так много откровенно коммерческих песен, — заметил он, — что Fading Frontier может стать альбомом, который превратит Deerhunter из культовой группы в мейнстримовый успех». Анна Алгер из Exclaim!, отметив отсутствие раздражения и остроты по сравнению с предыдущими работами, написала: «На Fading Frontier Deerhunter сосредоточились на своей способности гипнотизировать и сбивать с толку, благодаря чему взрывные моменты здесь выделяются гораздо сильнее».

### Итоговые списки
| Публикация   | Список                        | Год  | Ранг |
| ------------ | ----------------------------- | ---- | ---- |
| The Guardian | The Best Albums of 2015       | 2015 | 12   |
| NME          | NME’s Albums of the Year 2015 | 2015 | 14   |
| Pitchfork    | The 50 Best Albums of 2015    | 2015 | 30   |
| Pitchfork    | Readers' Top 50 Albums        | 2015 | 14   |
| Stereogum    | The 50 Best Albums of 2015    | 2015 | 42   |

## Список композиций
Слова и музыка всех песен — Bradford Cox, except where noted.
| №  | Название           | Автор(ы)      | Длительность |
| -- | ------------------ | ------------- | ------------ |
| 1. | «All the Same»     |               | 3:05         |
| 2. | «Living My Life»   |               | 3:49         |
| 3. | «Breaker»          |               | 3:31         |
| 4. | «Duplex Planet»    |               | 2:40         |
| 5. | «Take Care»        |               | 4:12         |
| 6. | «Leather and Wood» |               | 5:55         |
| 7. | «Snakeskin»        |               | 4:20         |
| 8. | «Ad Astra (*)»     | Lockett Pundt | 5:32         |
| 9. | «Carrion»          |               | 2:58         |

## Позиции в чартах
| Чарт (2015)                        | Высшая позиция |
| ---------------------------------- | -------------- |
| Бельгия/Фландрия (Ultratop)        | 75             |
| Бельгия/Валлония (Ultratop)        | 89             |
| Нидерланды (Album Top 100)         | 54             |
| Ирландия (IRMA)                    | 45             |
| Великобритания (UK Albums Chart)   | 53             |
| США (Billboard 200)                | 72             |
| США (Billboard Independent Albums) | 10             |